# Peter Klein
Peter Wolfgang Klein (Wenen, 10 december 1931 - Zaltbommel, 16 oktober 2014) was een Nederlands sociaal-economisch historicus, hoogleraar Sociale en Economische geschiedenis aan de Nederlandsche Economische Hoogeschool, en later Erasmus Universiteit Rotterdam, en hoogleraar algemene geschiedenis aan de Universiteit Leiden.

## Levensloop
Klein werd in 1931 in Wenen geboren als een kind van een joodse vader en een niet-joodse moeder. Na de machtsovername door de nazi's week de familie Klein naar Nederland uit. Klein overleefde de Tweede Wereldoorlog in Gouda. Vanaf eind jaren veertig studeerde hij economie in Rotterdam.  
In 1963 vestigde hij zijn naam als economisch historicus met een proefschrift over de zeventiende-eeuwse koopmansfamilie Trip. 
Hij was vanaf 1967 hoogleraar Sociale en Economische geschiedenis aan de Erasmus Universiteit Rotterdam. In 1974-1975 was hij rector magnificus en in 1978-1979 decaan van de Faculteit der Economische Wetenschappen. Hij stond tevens aan de basis van de studie maatschappijgeschiedenis in Rotterdam en hij was na de start in 1978 enkele jaren (bouw)decaan van de Subfaculteit Maatschappijgeschiedenis i.o. 
In 1985 vertrok hij naar de Universiteit Leiden, waar hij hoogleraar algemene geschiedenis werd. In 1990 en 1991 was Klein voorzitter van het Nederlands Historisch Genootschap, en in 1992 ontving hij een koninklijke onderscheiding. 

## Werk
Klein had een bijzondere boodschap voor eerstejaars geschiedenisstudenten, die Hein Klemann (2014) weerspiegeld zag in het volgende gezegde van Klein uit 1970:
In de praktijk van het historisch onderzoek is het immers aanzienlijk minder eenvoudig de oorzaken van groei en stagnatie op het spoor te komen dan het geval is in het kader van de simplificerende, abstraherende theorie. In de werkelijkheid kan men namelijk wijzen op een oneindige en gecompliceerde reeks van oorzaken - economische zowel als niet-economische - , die ten grondslag ligt aan de verstoringen van het economisch evenwicht. Niet de geringste verdienste van de economische geschiedschrijving op dit terrein is het, dat zij door middel van concreet gericht onderzoek telkens in staat blijkt de praktische waarde van theoretisch-economische modellen te relativeren. Anderzijds maakt zij daarvan echter - impliciet of expliciet - een vruchtbaar gebruik bij het vergroten van het inzicht in de chaos der werkelijkheid.

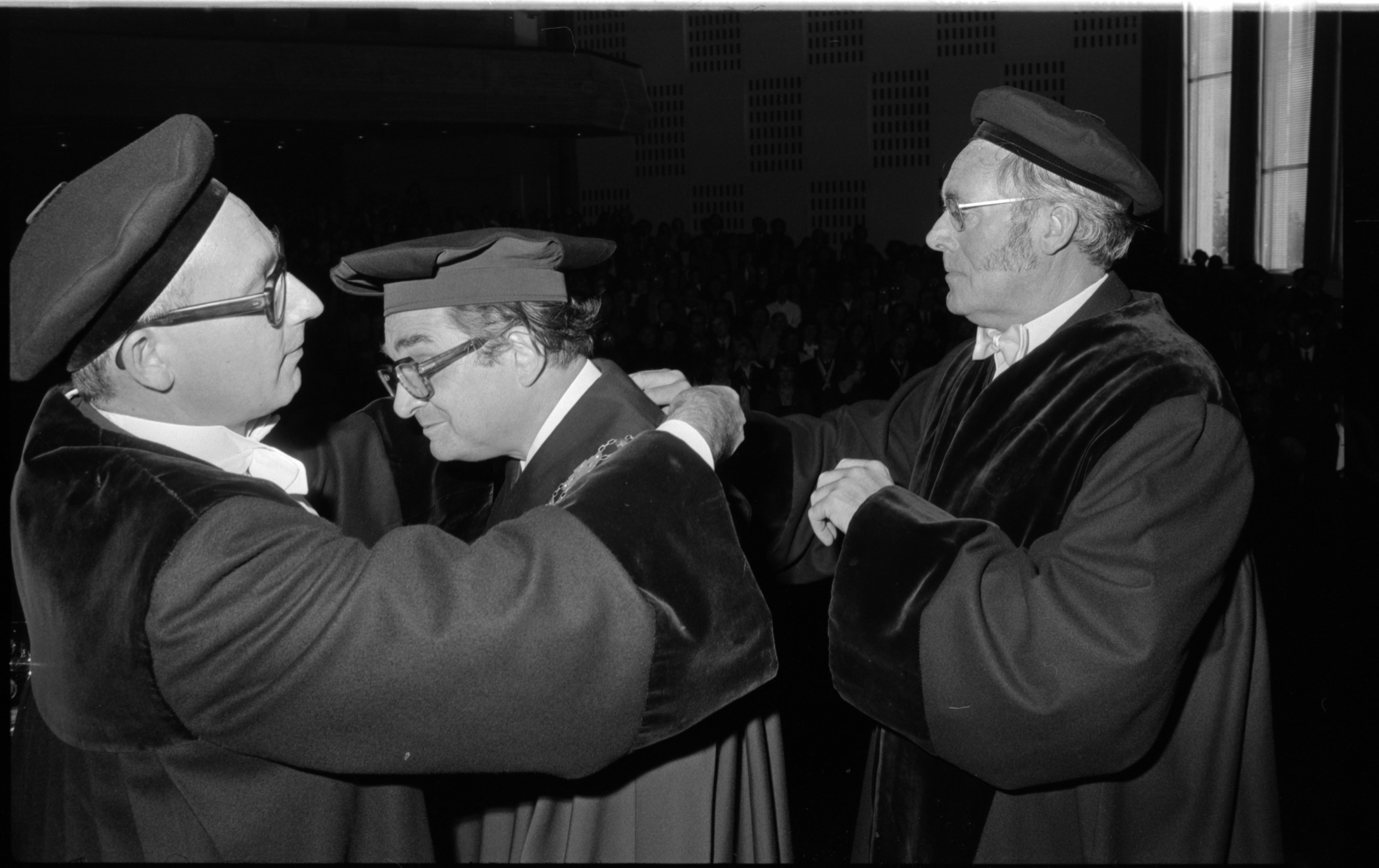
Scheidend rector prof. dr. P.W. Klein draagt de ambtsketenen over aan prof. dr. B. Leynse, 1975

Klemann (2014) verklaarde op grond van zijn eigen ervaring:  
De eerstejaars die ik was, kreeg hier een geschiedbeeld voorgeschoteld dat ver afstond van mijn wat vage romantische ideeën daarover. Het dwong mij na te denken over hoe processen zich ontwikkelden en structuren de werkelijkheid bepaalden en vooral om meer over economische geschiedenis te lezen. Uiteindelijk leidde dit ertoe dat ik naast geschiedenis, economie ging studeren. Zonder dat wij elkaar vaak ontmoet hebben, heeft Peter Klein daardoor een grote invloed op mij gehad.
Klein heeft vele publicaties op zijn naam staan.

## Publicaties, een selectie
- P.W. Klein, De Trippen in de 17e eeuw. Een studie over het ondernemersgedrag op de Hollandse stapelmarkt. Dissertatie, Rotterdam. Assen 1965.
- P.W. Klein, De Nederlandsche Economische Hogeschool, 1963-1973, Universitaire Pers Rotterdam 1974.
- P.W. Klein & M.A.V. Klein-Meijer, De wereld van de Koninklĳke Bibliotheek, 1798-1998. Van statelĳke institutie tot culturele onderneming. Van Oorschot, Amsterdam 1998.
- P.W. Klein, 1000 Jaar Vaderlandse Geschiedenis. Balans, Amsterdam 2004.

Artikelen, een selectie:
- P.W. Klein, "Goudriaan [jr.], Jan (1893-1974)", in: Biografisch Woordenboek van Nederland.
- P.W. Klein & J.W. Veluwenkamp, "The Role of the Entrepreneur in the Economic Expansion of the Dutch Republic", in: K. Davids & L. Noordegraaf (eds.), The Dutch Economy in the Golden Age. Nine Studies, Amsterdam 1993, p. 27-53.
- P.W. Klein, "Kapitaal en stagnatie tijdens het Hollandse vroegkapitalisme", in: C.A. Davids, W. Fritschy & L.A. van der Valk (eds.), Kapitaal, ondernemerschap en beleid. Studies over economie en politiek in Nederland, Europa en Azië van 1500 tot heden. Afscheidsbundel voor prof. dr. P.W. Klein, NEHA 1996, p. 37-54.

## Externe bron
- Jan van Herwaarden, "Peter Wolfgang Klein", in: Jaarboek van de Maatschappij der Nederlandse Letterkunde te Leiden, 2014-2015, p. 148-160.
- In Memoriam Peter Klein door Hein A.M. Klemann
- Klein, P.W. (afbeelding)
- Philips en de gevangenen, kort artikel met foto
- Profiel bij Universiteit Leiden

- Bibliothèque nationale de France: cb14479450p (data)
- CiNii: DA06861627
- Gemeinsame Normdatei: 123932947
- International Standard Name Identifier: 0000 0001 0916 1669
- Library of Congress Control Number: n79095189
- Nationale Bibliotheek van Israël: 987007263882105171
- Nederlandse Thesaurus van Auteursnamen: 068281900
- Système universitaire de documentation: 224865455
- Virtual International Authority File: 74079074
- WorldCat: E39PCjFwFBrCjdHMtxDQqQ4Yrq